# Натрий (станция радиоэлектронного подавления)
«Натрий» — авиационная станция радиоэлектронного подавления групповой защиты СПС — 1. Одна из первых разработок такого рода в СССР.

## Назначение
Станция предназначена для создания электронных помех РЛС орудийной наводки зенитной артиллерии, а также РЛС наземных постов обнаружения и наведения, радиолокаторов кораблей и истребительной авиации, относившихся к системам первого поколения. Станция работает в диапазоне волн 30-200 см, мощность - 350 вт. СПС-1 создана на базе передатчиков ПР-1 с механически перестраиваемым магнетроном на выходе.

## Применение
Станция устанавливалась стационарно на самолётах типа Ту-16СПС. Куйбышевский авиационный завод в течение 1955-57 гг. построил 42 машины.
Экипаж самолёта состоял из семи человек. В задней части грузоотсека устанавливалась бочкообразная гермокабина спецоператора. 
Станция состояла из разведывательной аппаратуры, определявшей параметры излучения - несущую частоту, длительность и частоту следования импульсов и направление на подавляемую станцию, и передатчиков помех, создававших прицельную по частоте и направлению шумовую помеху. Все операции выполнялись вручную оператором РЭП, и с момента обнаружения излучения РЛС до постановки помехи уходило около трёх минут. Станции не обеспечивали эффективного подавления многоканальных и перестраиваемых станций.
Дальнейшей разработкой стала станция СПС-2, которая работала в диапазоне 9.5-12.5 см. Самолётов с СПС-2 было построено 102 машины.
Ввиду принципиальных недостатков станций СПС-1 и СПС-2 уже через десять лет все самолёты Ту-16СПС стали переоборудоваться в другие варианты РЭБ ("Букет").